# Annemarie Picard
Annemarie Picard (Antwerpen, 16 november 1962) is een Vlaamse actrice.

## Carrière
Picards bekendste rol is die van Arlette Van Asten in de Ketnet-jeugdserie Spring (2002-2008). Ze speelde gastrollen in de jeugdseries Postbus X (Esmeralda Haantjes in 1993), Samson & Gert (Eugenie in aflevering Vrouw met Confetti in 2001) op VRT 1 en Mega Mindy (Lutgarde De Nerd in aflevering Imitatiemicro in 2006) op Ketnet, de komedieseries Slisse & Cesar (bijrol: Rosse Rita in 1996-1999), Verschoten & Zoon (mevrouw De Simpelaere in 2002) en Hallo België! (Jacky in 2003) op VTM, de ziekenhuisserie Spoed (Fabienne Merckx in aflevering Het Winkeltje van Mieke in 2002 en Ramona in aflevering Vingers Kruisen in 2007) op VTM, de politieseries Heterdaad (buurvrouw in 1996) op VRT 1, Zone Stad (mishandelde vrouw in 2004) en Aspe (Frieda De Meesmaecker in aflevering Een Goede Buur in 2009) op VTM, de advocatenserie De Wet volgens Milo (Mevrouw Dehaene in 2005) op VTM, de langlopende series Lili en Marleen (Rachel in een aflevering van seizoen 5 in 1998), De Kotmadam (Geraldine in 2005) op VTM en F.C. De Kampioenen (Mariette Dupont in aflevering Nennieuwennoed in 2003) op VRT 1. Ook in soapseries is Picard te zien. In Wittekerke op VTM speelde ze in 1995 Diane en in 1999 Camilla Thijssen en in Familie ook op VTM speelde ze in november 2009 een gastrol als Relinde. In de VRT-soapserie Thuis speelde ze zelfs drie keer. In eind februari tot april 1996 als Agnes Raemaeckers-Vervust, de vrouw van Jean-Paul Vervust, dochter van Leon Raemaeckers, moeder van Elke Vervust en vriendin van Jenny Verbeeck die met Leon naar Frankrijk verhuisde, in maart 2002 als meester Rochussen, een advocate tijdens het proces tussen Luc en Simonne en van november 2011 tot april 2012 als Martha, de buurvrouw van Eddy en Nancy die uit beeld verdween nadat ze niet meer welkom was bij hun. Haar derde rol in Thuis is ook haar recentste rol op televisie.
Ze was ook te zien in de Plopfilm Plop in de stad. Ze speelde ook koningin Bonbonia in de K3-film: K3 en het ijsprinsesje. Beide films zijn van Studio 100 en kwamen uit in 2006.
Picard is ook actrice bij het professionele theatergezelschap Paljas Produkties. Zo speelde ze in 2011 onder meer in de voorstellingen Amerika! en Vetten en kollidraten. Ze heeft een relatie met collega-acteur Pol Goossen.

## Filmografie

### Televisie
- Drie mannen onder een dak (1989) - als Patsy Pittoors
- Postbus X (1993) - als Esmeralda Haantjes
- Wittekerke (1995) - als Diane
- Editie (1995-1996) - als Nancy Ceulaers-De Graef
- Slisse & Cesar (1996) - als Rosse Rita
- Heterdaad (1996) - als buurvrouw
- Thuis (1996) - als Agnes Raemaeckers-Vervust
- De burgemeesters (1997) - als Martine Smeets
- Lili en Marleen (1998) - als Rachel
- Hof van Assisen (1998) - als Liliane Bekaert
- Wittekerke (1999) - als Camilla Thijssen
- 2 Straten verder (1999) - verschillende rollen
- Pa heeft een lief (2000) - als Mireille
- Brussel Nieuwsstraat (2000-2002) - verschillende rollen
- Big & Betsy (2001) - als Paula Pruim
- Chris & Co (2001) - als bakkerin
- Oei! (2001)
- Samson en Gert (2001) - als Eugenie van de kunstgalerij
- Verschoten & Zoon (2002) - als mevrouw De Simpelaere
- Spoed (2002) - als Fabienne Merckx
- Thuis (2002) - als meester Rochussen
- Spring (2002-2008) - als Arlette Grauwels-Van Asten
- F.C. De Kampioenen (2003) - Mariette Dupont
- Hallo België! (2003) - als Jacky
- Zone Stad (2004) - als mishandelde vrouw
- De Wet volgens Milo (2005) - als mevrouw Dehaene
- De Kotmadam (2005) - als Geraldine
- Mega Mindy (2006) - Lutgarde De Nerd
- Spoed (2007) - als Ramona
- Happy Singles (2008) - als Greta
- Aspe (2009) - als Frieda De Meesmaecker
- Familie (2009) - als Relinde
- Los zand (2009)
- Thuis (2011-2012) - als Martha

### Film
- K3 en het ijsprinsesje (2006) - als koningin Bonbonia
- Plop in de stad (2006) - als klant bij de bakker